# Artur Markowicz

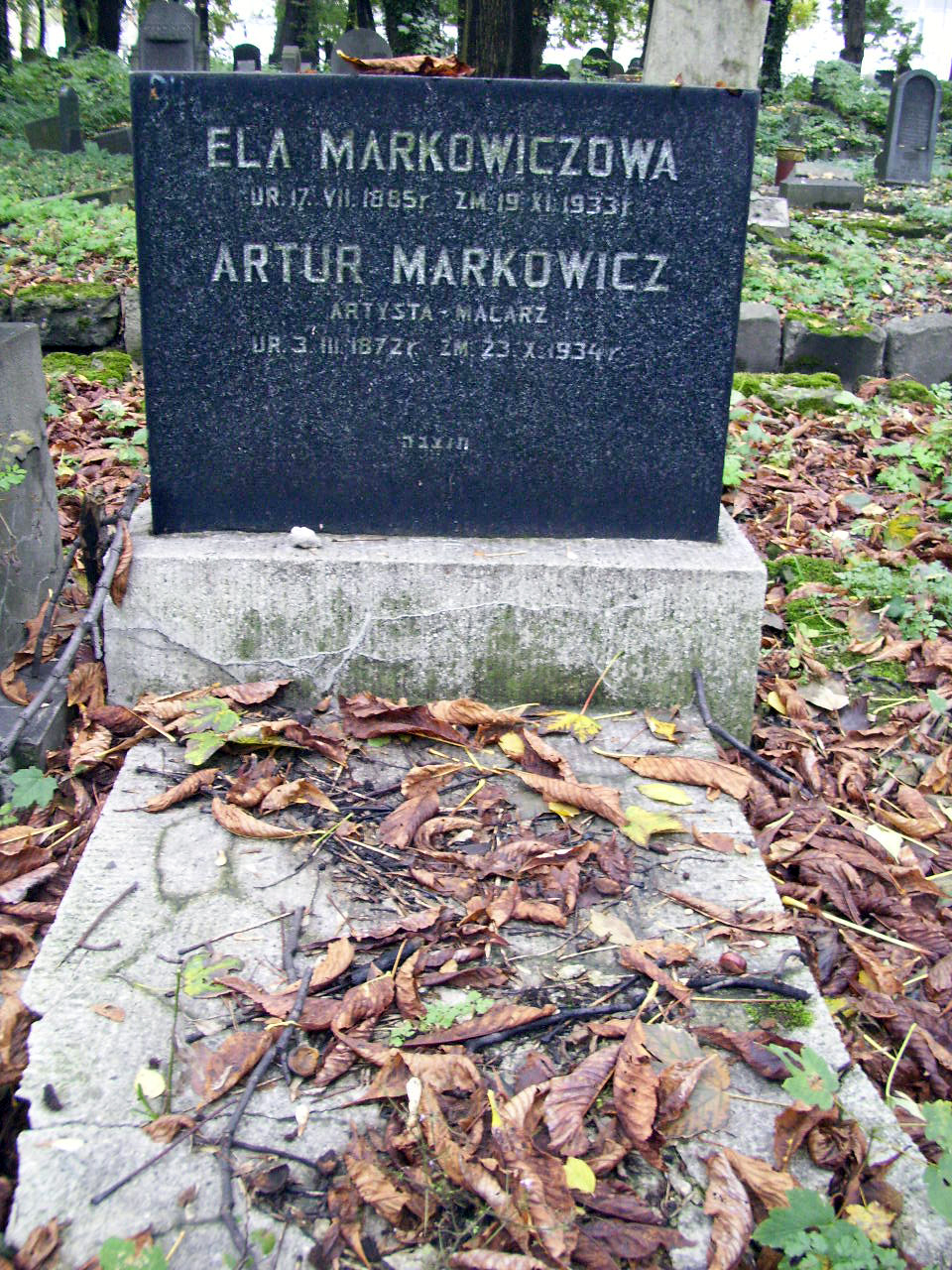
Grób Artura Markowicza na nowym cmentarzu żydowskim w Krakowie

Artur Markowicz (ur. 3 marca 1872 w Podgórzu, zm. 23 października 1934 w Krakowie) – polski malarz i rysownik żydowskiego pochodzenia.

## Życiorys
Urodził się w Podgórzu, dzisiejszej dzielnicy Krakowa, w zasymilowanej, kupieckiej rodzinie żydowskiej. Po ukończeniu gimnazjum, rozpoczął studia na Politechnice Krakowskiej, lecz przerwał naukę. W latach 1886–1895 studiował w Szkole Sztuk Pięknych u Leopolda Löfflera, Władysława Łuszczkiewicza, Floriana Cynka i Jana Matejki. 29 kwietnia 1895 roku podjął studia na Akademii Monachijskiej w klasie Otto Seitza. Następnie w latach 1900-1903 mieszkał w Paryżu, doskonaląc swój talent w École des Beaux-Arts pod kierunkiem Jeana-Léona Gérôme’a.
W Paryżu wystawiał swoje obrazy na Salonach Towarzystwa Artystów Francuskich i na Salonie Jesiennym. Za pastele Lew Belfortu, Warszawa 14 lipca i W ogrodzie Luksemburskim otrzymał tytuł Chevalier d’ordre académique. W tym czasie powstały także inne jego obrazy: Jom Kipur, Kościół Saint Germain, Wieczór w Paryżu, Modlący się w synagodze, Niespodziewana wiadomość oraz litografia Zamyślenie.
W 1904 roku wrócił do Krakowa. Przez jakiś czas mieszkał i miał swoją pracownię w żydowskim domu starców na Kazimierzu, gdzie portretował jego mieszkańców i tworzył obrazy rodzajowe przedstawiające życie krakowskiego Kazimierza. W latach 1907–1908 odbył podróż do Jerozolimy, w 1910 roku do Włoch i następnie do Belgii i Holandii (1911–1912 i w latach 20.). W okresie międzywojennym należał do artystycznego ugrupowania Sztuka. Był członkiem Towarzystwa Przyjaciół Sztuk Pięknych w Krakowie oraz Towarzystwa Zachęty Sztuk Pięknych, a także od 1930 roku honorowym prezesem Żydowskiego Towarzystwa Krzewienia Sztuk Pięknych.
Markowicz wystawiał swoje obrazy m.in. w Krakowie, Warszawie, Lwowie, Łodzi, Tarnopolu, Katowicach i innych miastach Polski. Miał na swoim koncie również wystawy zagraniczne w Berlinie (1903), Monachium (1909), Antwerpii (1911), Wiedniu (1911, 1913, 1915) i Merano (1914). 
Bogate kolekcje dzieł Markowicza znajdują się obecnie w zbiorach warszawskiego Muzeum Żydowskiego Instytutu Historycznego oraz w Muzeum Starej Synagogi w Krakowie.
Zmarł w Krakowie; został pochowany na nowym cmentarzu żydowskim przy  ulicy Miodowej.

## Twórczość
Artysta stworzył własny styl malarski, nieulegający modom i przemianom zachodzącym w sztuce przełomu XIX i XX w. Malował farbami olejnymi i pastelami, był świetnym rysownikiem. Szczególnie cenne są jego obrazy, tworzone podczas podróży zagranicznych (Brugge. Ulica w słońcu, Obfity połów, Nad brzegami Arno, Ponte Vecchio). Operował wysmakowaną kolorystyką, harmonijnie łącząc ciepłe żółcienie i chłodne błękity. Stosował ciekawe efekty świetlne, dbał o doskonały rysunek postaci.

## Galeria

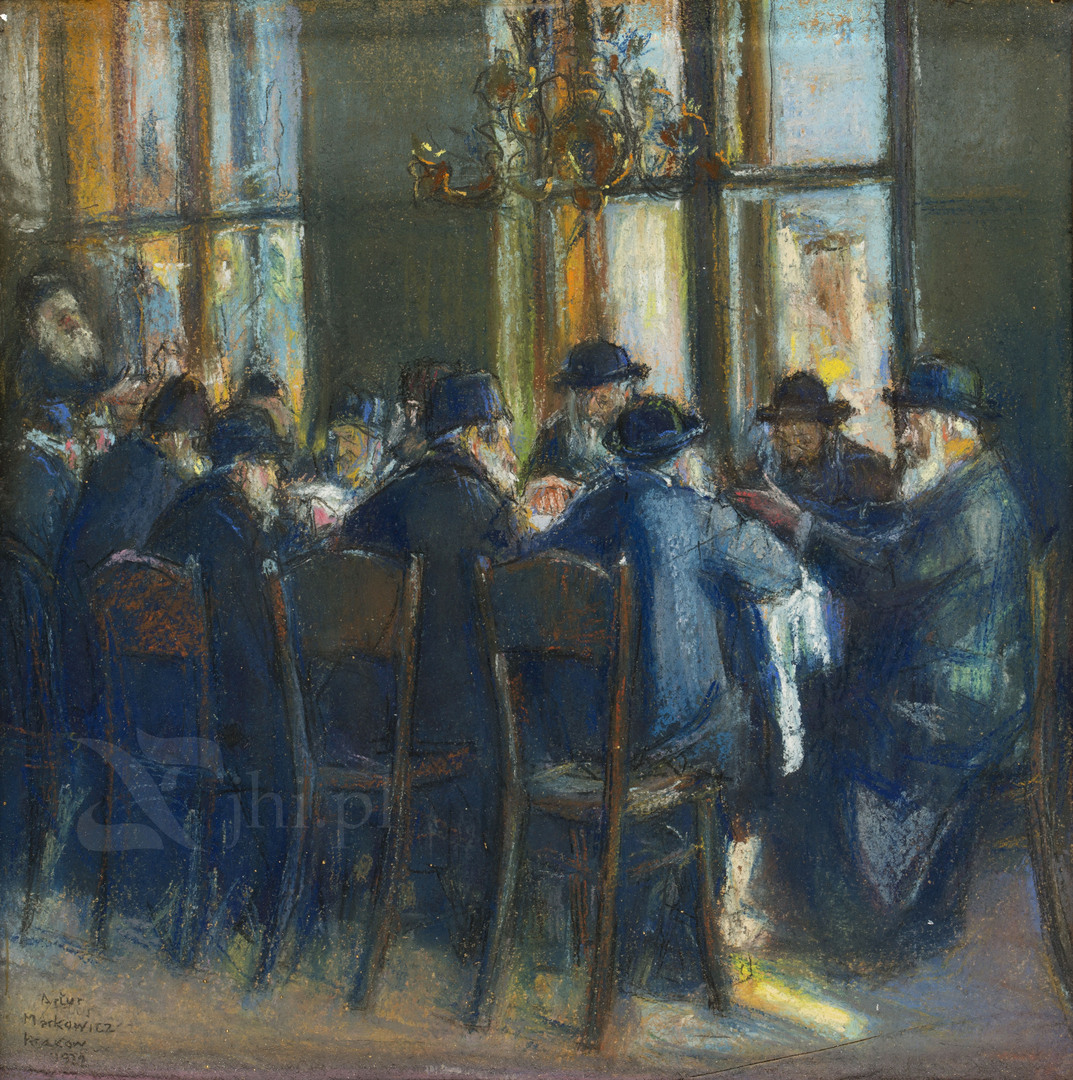
Talmudyści
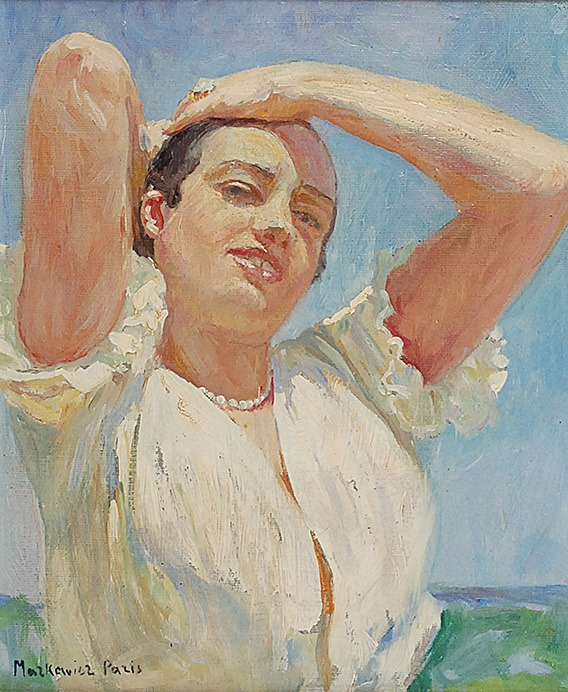
W słońcu
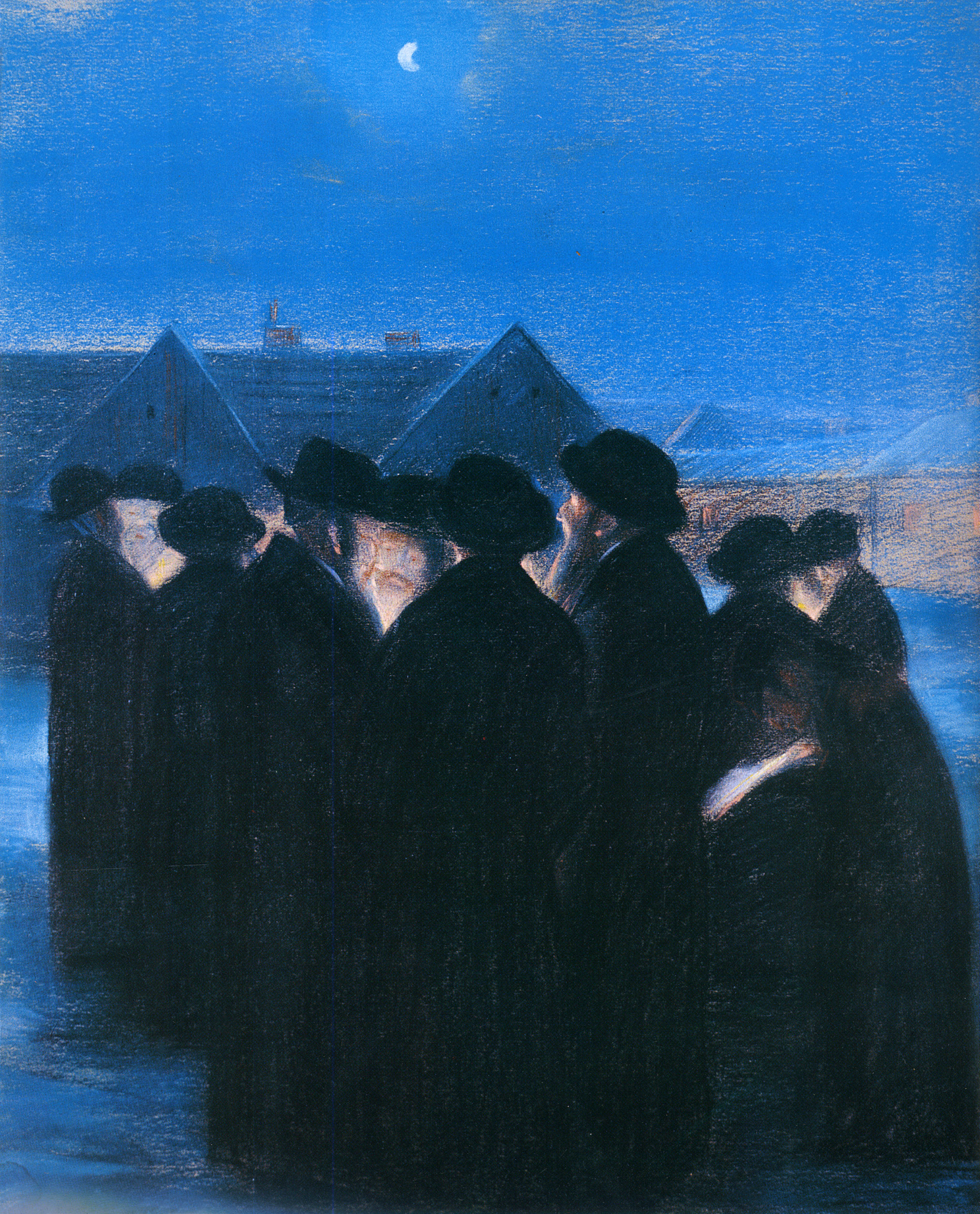
Poświęcenie nowiu księżyca
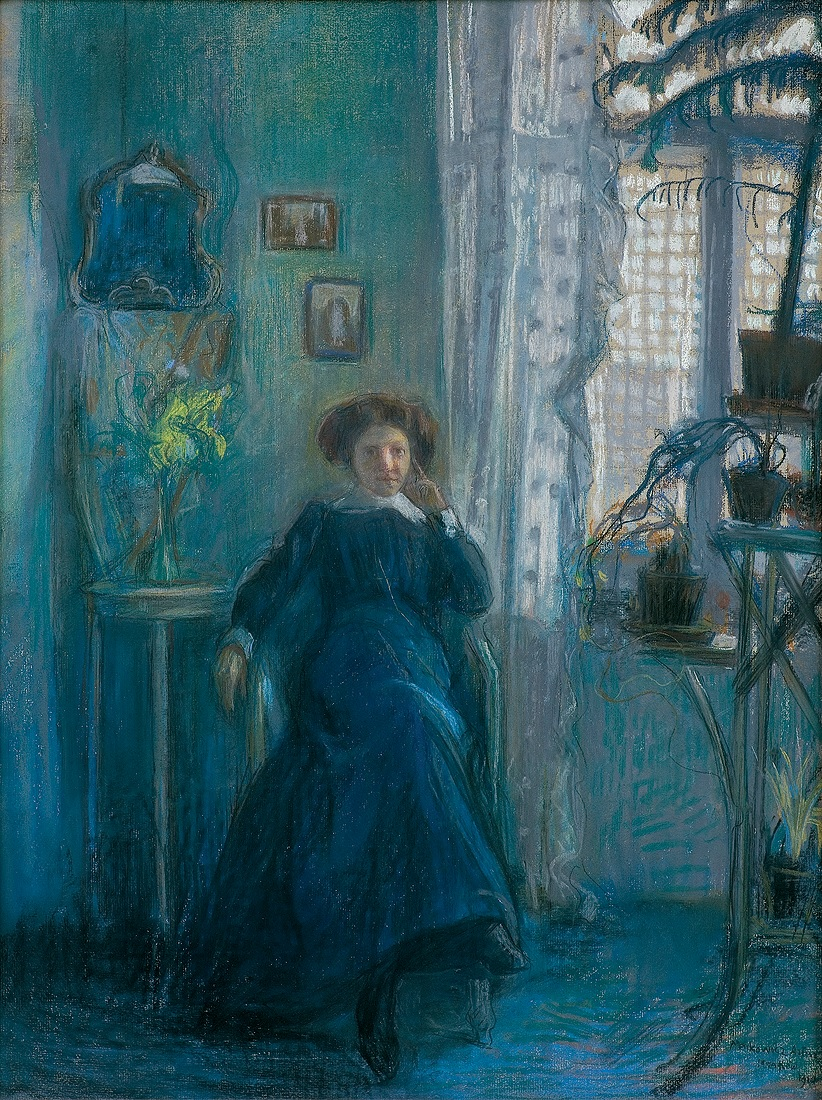
Portret damy we wnętrzu